# 童話 (專輯)
童話是馬來西亞籍歌手光良的第三張個人創作專輯，於2005年1月21日正式發行。当中同名的单曲《童话》一度在亚洲各地，包括中国大陆、香港、台湾以至于马来西亚、韩国及日本等地牵起一股热潮。《童话》也被誉为2000年代中期最成功的华语歌曲之一，在各大KTV有极高的点唱率，并曾获奖无数。

## 曲目
| 曲序 | 曲名         | 作曲   | 作詞          | 附註 |
| 01   | Intro        | 光良   |               | |
| 02   | 童話         | 光良   | 光良          | 後被中孝介及金亨中分別翻唱成日語及韓語版同名歌曲，收錄於前者的專輯《花間道》（日語：ユライ花）中。電視劇「浴火鳳凰」主題曲兼電影「你的婚禮」插曲。 |
| 03   | 天堂         | 光良   | 葛大為        | |
| 04   | 少年         | 光良   | 管啟源        | 與曹格合唱 |
| 05   | 手機留言     | 光良   | 孔勝民        | |
| 06   | 向左走向右走 | 光良   | 廖瑩如        | 電視劇「向左走向右走」主題曲 |
| 07   | 一點光一點亮 | 游家豪 | 娃娃          | |
| 08   | 期限         | 鄭億華 | 鄭億華/謝嫣薇 | 2004馬來西亞「為光良寫主打歌」活動得獎歌曲 |
| 09   | 海邊         | 陳熙   | 陳熙          | |
| 10   | 妹妹         | 林宥佐 | 娃娃          | |
| 11   | 記得我愛你   | 光良   | 彭資閔        | 電影「英勇戰士俏姑娘」主題曲 |
| 12   | The End      | 光良   |               | |